# William Fleming (Gouverneur)
William Fleming (* 18. Februar 1729 in Jedburgh, Roxburghshire, Schottland; † 5. August 1794) war ein US-amerikanischer Politiker und im Jahr 1781 Gouverneur des Commonwealth of Virginia.

## Frühe Jahre
William Fleming wurde in Schottland geboren und studierte an der University of Edinburgh Medizin. Danach trat er als Schiffsarzt in die britische Marine ein. Während dieser Zeit geriet er in spanische Kriegsgefangenschaft. Nach seiner Freilassung wanderte Fleming 1755 in die damalige britische Kolonie Virginia aus. Dort trat er, wieder im medizinischen Dienst, während der amerikanischen Phase des Siebenjährigen Krieges einem von George Washington kommandierten Regiment bei. Er nahm an einigen Indianerfeldzügen teil. Nach dem Ende des Krieges im Jahr 1763 ließ er sich in Staunton als Arzt nieder. Im Jahr 1768 gab er den Beruf des Arztes auf und wurde Farmer. Im heutigen Montgomery County erwarb er ein Anwesen, dem er den Namen „Bellmont“ gab. Bald erwirtschaftete er sich ein beträchtliches Vermögen.

## Politische Laufbahn
William Fleming schloss sich schon 1774 der amerikanischen Revolution an. Er stellte ein Regiment zusammen, das er selbst als Oberst kommandierte. Nachdem er dreimal verwundet worden war, musste er sich aus den weiteren Kämpfen zurückziehen und konnte nicht aktiv am weiteren Unabhängigkeitskrieg teilnehmen. Stattdessen begann er eine politische Laufbahn. Er wurde Mitglied des ersten Senats von Virginia und gehörte später dem Regierungsrat an. Im Jahr 1781 marschierten die Briten in Virginia ein und vertrieben Gouverneur Thomas Jefferson und die Legislative. Als sich die Legislative dann im unbesetzten Staunton wieder versammelte, war Jeffersons Amtszeit abgelaufen. Bis zur Wahl eines neuen Gouverneurs musste Fleming inoffiziell als Mitglied des Regierungsrates zwischen dem 4. und dem 12. Juni 1781 als Gouverneur amtieren. In dieser Zeit mobilisierte er die Miliz zum Kampf gegen die Briten. Mit der Wahl des neuen Gouverneurs Thomas Nelson endete Flemings Amtszeit nach acht Tagen. Später wurde seine Amtszeit offiziell von der Legislative anerkannt.
Fleming war dann Leiter einiger Kommissionen in das Gebiet des heutigen Staates Kentucky, wobei er Streitereien um Landansprüche schlichtete und andere offizielle Aufgaben wahrnahm. Im Jahr 1784 besuchte er die sogenannte Danville Convention, auf der die Weichen zur Trennung der heutigen Staaten Virginia und Kentucky gestellt wurden. Im Jahr 1788 war er Mitglied der Kommission, die für Virginia die US-Verfassung ratifizierte. Trotz einiger Bedenken stimmte Fleming der Verfassung zu. William Fleming starb am 5. August 1794. Er war seit 1763 mit Anne Christian verheiratet, mit der er sieben Kinder hatte, die das Erwachsenenalter erreichten.